# TOQビジョン

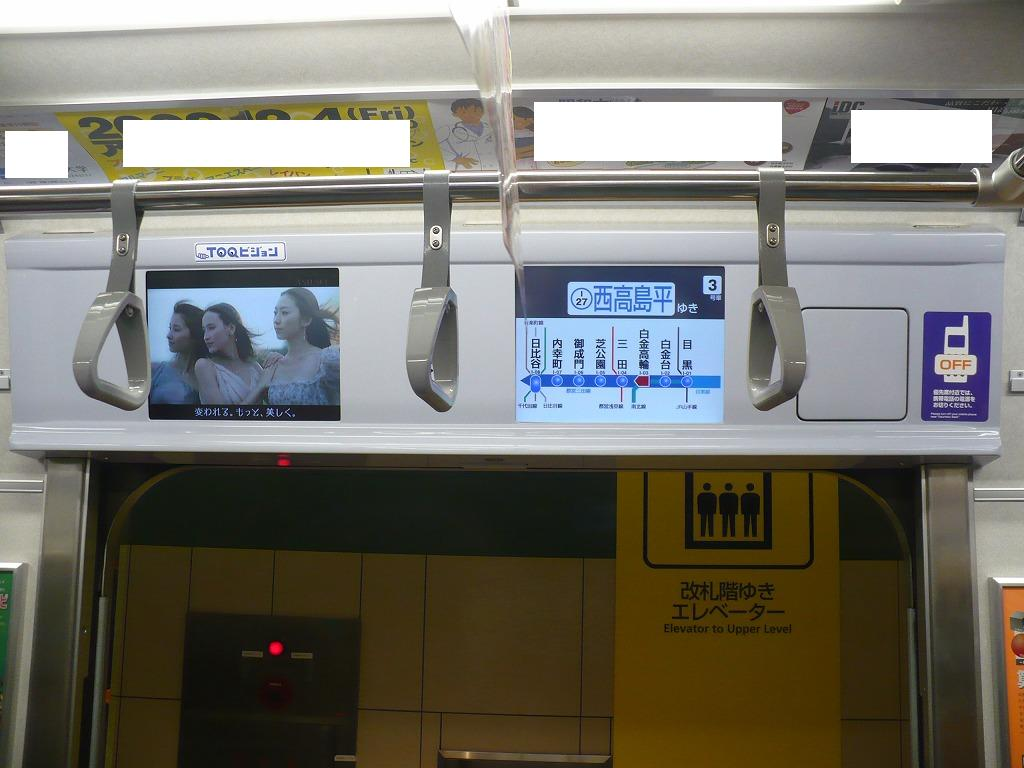
5080系の案内表示器。左側がTOQビジョン

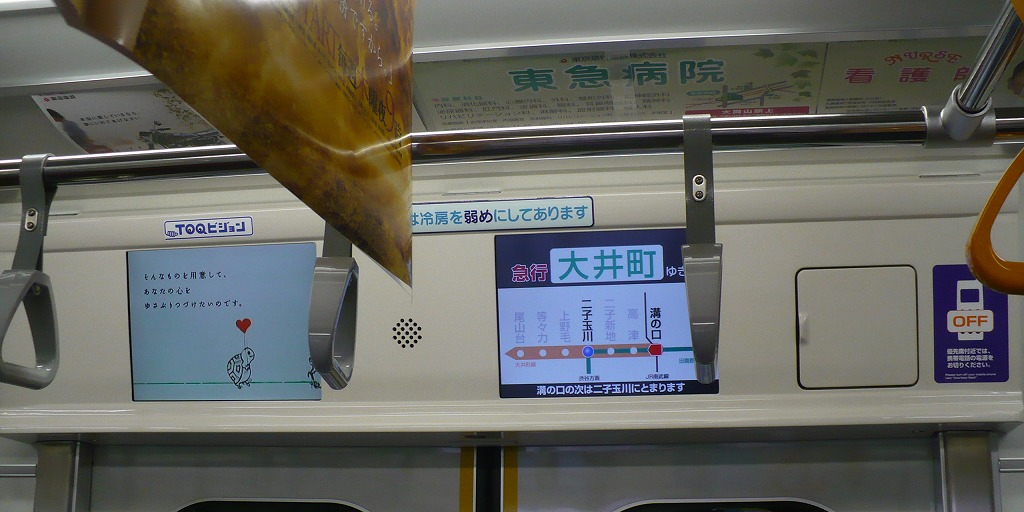
6000系の案内表示器。左側がTOQビジョン

TOQビジョン（トーキュービジョン）は、東急電鉄の動画PRサービスで、東急グループの広告代理店である東急エージェンシーの「OOH」部門が媒体社となって運用している。

## 概要
TOQビジョンは、5000系列、6000系、2020系列、3000系、横浜高速鉄道のY500系の客用ドア客室側上部に2画面設置されている。サービス自体は2002年（平成14年）12月8日から開始したが、「TOQビジョン」の名称が使われ始めたのは2004年（平成16年）9月からであり、画面周りに「TOQビジョン」のステッカーを貼付している。なお、池上線・東急多摩川線用の7000系も客用ドア客室側上部に2画面の液晶ディスプレイが設置されているが、こちらはTOQビジョンの名称を使用していない。
田園都市線用の5000系第1編成 (5101F) は運行開始当時1画面で、このサービスを行っていなかったが、第2編成 (5102F) 以降では東日本旅客鉄道（JR東日本）山手線用E231系500番台と同様の2画面レイアウトになり、サービス開始となった。第1編成も2003年3月17日より2画面レイアウトとされた。第1編成営業当時、駅到着直前・停車中・出発直後は現在のような旅客案内を表示し、駅間走行中は動物・魚などの環境映像を放映していた。環境映像は駅到着直前に打ち切られた。
画面上ではJR東日本の「トレインチャンネル」で独自番組（TRAIN TV）を放送しているのとは異なり、テレビコマーシャルの動画が繰り返し流される。なお、ニュースや天気予報は長い間放映されなかったが、2018年から「TOQビジョンニュース」としてNHK Pickup NEWSや共同通信ニュース、更にウェザーニューズ提供の天気予報（愛称・のるるん天気予報）が流れるようになった。のるるん天気予報は、東急沿線地域（東京都区部・神奈川県東部）のみの天気予報となっている。音声は「トレインチャンネル」と同様に流れない。運行情報は旅客案内側モニターで東急線の情報のみ表示される。
CM動画は劇団四季やパナソニックなど一般企業・団体の他、自社やグループ各社（南町田グランベリーパーク・イッツコム・東急でんき&ガスなど）の商品・サービス・イベント告知、グループ各社沿線地域の観光案内（伊豆急行が運行する伊豆半島エリアなど）も多い。5050系4000番台第10編成（Shibuya Hikarie号）では渋谷ヒカリエの案内動画、2020年より運行されている「SDGsトレイン」では東急グループおよび本プロジェクトで協働している阪急阪神ホールディングスのSDGsの取り組みが流されるなど、特定の編成に限り動画が異なるケースもある。
車両運用の関係で、東急線以外に以下の路線でも見ることができる。前述ののるるん天気予報もそのまま流れるため、乗り入れ先の多くを占める埼玉県内で、埼玉県ではなく東急沿線地域の天気予報が流れる現象が発生する。
- 横浜高速鉄道
  - みなとみらい線
- 東京地下鉄（東京メトロ）
  - 有楽町線（ただし有楽町線小竹向原駅 - 新木場駅間での定期運用はない）
  - 半蔵門線
  - 南北線
  - 副都心線
- 東京都交通局（都営地下鉄）
  - 三田線
- 東武鉄道
  - 東武スカイツリーライン（伊勢崎線の曳舟 - 東武動物公園）
  - 伊勢崎線（久喜まで）
  - 日光線（南栗橋まで）
  - 東上線（和光市 - 小川町）
- 西武鉄道
  - 池袋線（練馬 - 飯能）
  - 西武有楽町線
  - 狭山線（西武ドームでの野球開催時のみ見ることができる）
- 埼玉高速鉄道
  - 埼玉高速鉄道線
- 相模鉄道
  - 相鉄本線
  - 相鉄いずみ野線
  - 相鉄新横浜線

## 搭載車両
- 5000系列
  - 5000系（田園都市線・東横線用）
  - 5050系（東横線用）
  - 5080系（目黒線用）
- 6000系（大井町線用）
- 2020系列
  - 2020系（田園都市線用）
  - 6020系（大井町線用）
  - 3020系（目黒線用）
- 3000系（目黒線用）
- 横浜高速鉄道Y500系